# قائمة أعلام ماليزيا

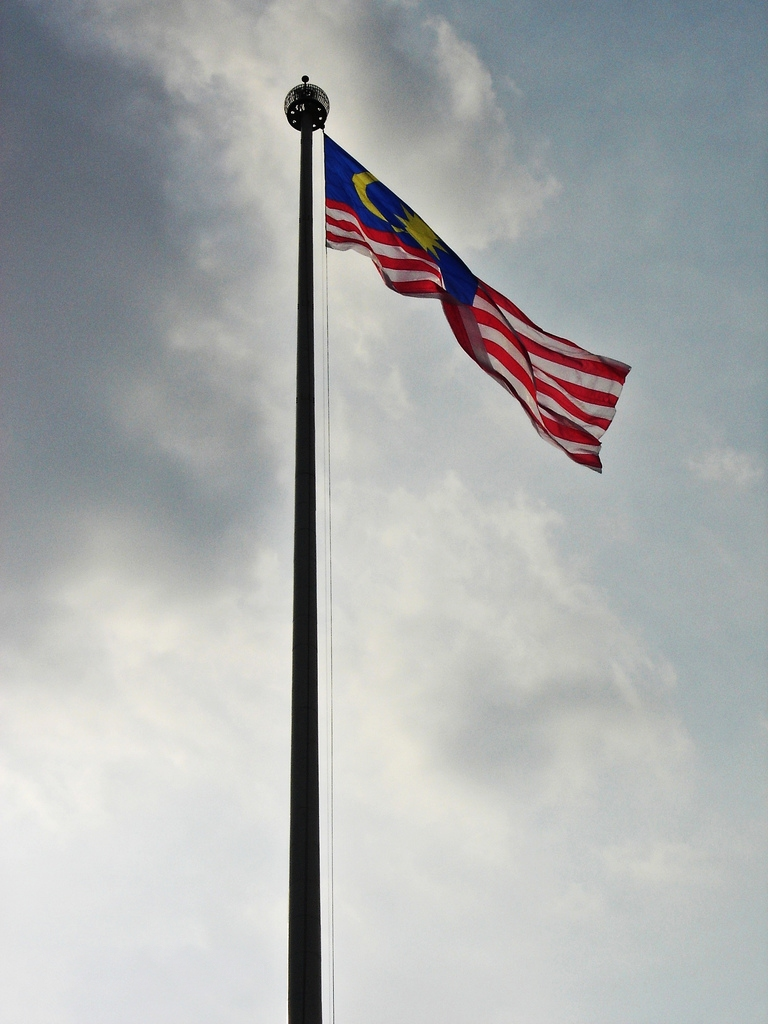
علم ماليزيا يرفرف بساحة مرديكا وسط العاصمة كوالالمبور

هذه قائمة بأعلام دولة ماليزيا الحالية والتاريخية.

## الأعلام الوطنية
| العلم | التاريخ (القرن) | الاستخدام                   | وصف |
| ----- | --------------- | --------------------------- | --- |
|       | 1963 إلى الآن   | علم ماليزيا                 | يتكون العلم من خطوط بيضاء وحمراء بالتناوب ويبلغ عددها 14 خطا. في الأعلى، يوجد مربع أزرق يحتوي هلالا وشمسا بالأصفر. |
|       | 1963 إلى الآن   | علم ماليزيا (مقطع عرضي)     | يتكون العلم من خطوط بيضاء وحمراء بالتناوب ويبلغ عددها 14 خطا. في الأعلى، يوجد مربع أزرق يحتوي هلالا وشمسا بالأصفر. |
|       |                 | اللواء المدني لدولة ماليزيا | حقل أحمر مع علم ماليزيا في الأعلى.                                                                                 |
|       |                 | علم ماليزيا الحكومي         | حقل أزرق مع علم ماليزيا في الأعلى.                                                                                 |

## الملكية
| العلم | التاريخ (القرن) | الاستخدام                                                    | وصف                                                                          |
| ----- | --------------- | ------------------------------------------------------------ | ---------------------------------------------------------------------------- |
|       | 1963 إلى الآن   | علم يانغ دي-برتوان أغونغ                                     | شعار ماليزيا تكتنفه حزمتين من الأرز في حقل أصفر                              |
|       | 1963 إلى الآن   | علم رجا بيرميسوري أغونغ                                      | شعار ماليزيا تكتنفه حزمتين من الأرز في حقل أخضر.                             |
|       |                 | علم نائب يانغ دي-برتوان أغونغ (ولي العهد) أو الوصي على العرش | شعار ماليزيا وسط حقلين من الأصفر والأزرق.                                    |
|       |                 | علم سلطان جوهور                                              | حقل أبيض يضم هلالا أزرق ونجمة من تسع نقاط.                                   |
|       |                 | علم بيريميسوري جوهور                                         | حقل أزرق ذو حواف قطرية بيضاءفي يتوسطه هلال أبيض ونجمة ذات سبع نقاط.          |
|       |                 | علم سلطان تيرينغانو                                          | علم سلطان تيرينغانو تكتنفه حزمتين من الأرز في حقل أبيض.                      |
|       |                 | علم سلطان فهغ                                                | علم سلطان فهغ تكتنفه حزمتين من الأرز في حقل أبيض.                            |
|       |                 | علم سلطنة قدح                                                | علم سلطان قدح تكتنفه حزمتين من الأرز في حقل أصفر.                            |
|       |                 | علم رجا بيرليس                                               | شعار برليس في حقل أصفر.                                                      |
|       |                 | علم راجا بيرميسوري بيرليس                                    | حقل أصفر مع شعار بيرليس في الأعلى وسطل مستطيل أزرق.                          |
|       |                 | علم سلطان سلانغور                                            | حقل أحمر مع شعار سلطان سيلانغور، إضافة إلى هلال أصفر ونجمة خماسية في الأعلى. |

## القوات المسلحة
| العلم | التاريخ (القرن) | الاستخدام                                     | وصف                                                                                            |
| ----- | --------------- | --------------------------------------------- | ---------------------------------------------------------------------------------------------- |
|       |                 | علم القوات المسلحة الماليزية                  | ثلاثة أشرطة أفقية متساوية من الأزرق السماوي والأحمر والأزرق، مع شارة القوات المسلحة الماليزية. |
|       |                 | علم الجيش الماليزي                            | حقل أحمر مع شارة الجيش الماليزي، إضافة إلى علم ماليزيا مؤطر بالأسود في الأعلى.                 |
|       |                 | علم القوات الجوية الملكية الماليزية           | حقل ملون بالأزرق السماوي توجد به شمس صفراء إضافة إلى علم ماليزيا في الأعلى.                    |
|       | 1968 إلى الآن   | العلم البحري الخاص بالبحرية الملكية الماليزية | حقل ملون بالأبيض توجد به كريس ومرساة باللون الأزرق، مع العلم الماليزي في الأعلى.               |
|       |                 | علم قائد البحرية الملكية الماليزية            | حقل ملون بالأبيض تتوسطه مرساة زرقاء، إضافة إلى أربع نجوم زرقاء في كل حافة.                     |
|       | 1963 – 1968     | العلم البحري الخاص بالبحرية الملكية الماليزية | صليب القديس جورج وسط حقل ملون بالأبيض مع العلم الماليزي في الأعلى.                             |
|       | 1957 – 1963     | العلم البحري للبحرية الملكية الماليزية        | صليب القديس جورج وسط حقل ملون بالأبيض مع العلم الماليزي في الأعلى.                             |
|       | 1963 إلى الآن   | راية التكليف للبحرية الماليزية                |                                                                                                |

## قوات إنفاذ القانون
| العلم | التاريخ (القرن) | الاستخدام                             | وصف                                                                     |
| ----- | --------------- | ------------------------------------- | ----------------------------------------------------------------------- |
|       | 1998 - الحاضر   | العلم الخاص بالشرطة الملكية الماليزية | حقل ملون بالأزرق الغامق مع شارة الشرطة الملكية الماليزية في الوسط.      |
|       | 2005 - الحاضر   | لواء خفر السواحل الماليزية            | حقل بالأزرق مع شارة خفر السواحل الماليزية، مع العلم الماليزي في الأعلى. |

## التقسيمات الإدارية

### الولايات
| العلم | التاريخ (القرن) | الاستخدام          | وصف                                                                                 |
| ----- | --------------- | ------------------ | ----------------------------------------------------------------------------------- |
|       | في 1870         | علم ولاية برليس.   | شريطين أفقيين من الأصفر والأزرق.                                                    |
|       | في 1912         | علم ولاية قدح.     | راية حمراء مع شعار الولاية في الأعلى.                                               |
|       | في 1957         | علم ولاية بينانق.  | راية مكونة من ثلاث خطوط عمودية : الأصفر والأبيض والأزرق، تتوسطها شجرة نبات التنبول. |
|       | في 1879         | علم ولاية فيرق.    | راية مكونة من ثلاث خطوط أفقية : الأبيض والأصفر والأسود.                             |
|       | في 1923         | علم ولاية كلنتن.   | راية حمراء يتوسطها كريسين أبيضين وهلال ونجمة ورماح.                                 |
|       | في 1953         | علم ولاية ترغكانو. | راية سوداء تحتوي هلالا ونجمة خماسية باللون الأبيض، إضافة إلى حواف بيضاء.            |
|       | في 1903         | علم ولاية فهغ.     | شريطين أفقيين متساويين من الأبيض والأسود.                                           |